# Slack
Slack — корпоративний месенджер. Його було запущено в тестовому режимі в серпні 2013 року, публічний реліз відбувся 12 лютого 2014. У перший день тестування в системі зареєструвалося 8 тисяч компаній. Завдяки своєму зросту Slack став бізнес-застосунком, який показав найбільший ріст в історії. Станом на 2020 рік, сервісом користувалось 750 тисяч компаній та 12 млн користувачів.

## Історія
Slack, який позиціюється як «вбивця Skype і внутрішньокорпоративної електронної пошти», був створений Стюартом Баттерфілдом, одним з співзасновників фотохостингу Flickr. Баттерфілд у 2009 році заснував компанію Tiny Speck, яка розробляла онлайн-гру Glitch. Гра вийшла у вересні 2011 року, але потім її повернули в стадію бета і в грудні 2012 закрили повністю через недостатню популярність. У процесі роботи над грою був створений інструмент для обміну повідомленнями, який став основою для майбутнього проєкту, названого Slack. За словами Баттерфілда, «Slack» — це абревіатура, що означає «Журнал усіх розмов і знань із можливістю пошуку», який він обрав у 2012 році замість попередньої кодової назви «linefeed».
В лютому 2014 року Slack запускали 16 осіб, через рік команда розширилася до 105. Згодом — до 180 співробітників. Аудиторія сервісу щотижня зростала на 5 % 70 тижнів поспіль.
Slack раніше був сумісний із непатентованими протоколами обміну повідомленнями Internet Relay Chat (IRC) і XMPP, але компанія закрила відповідні шлюзи у травні 2018 року.
22 червня 2019 року стало відомо, що компанія Microsoft заборонила користуватися будь-якими версією месенджера усім своїм співробітникам, через, як було заявлено, можливу загрозу для інтелектуальної власності компанії. Окрім Slack, під заборону також підпав сервіс для перевірки тексту Grammarly, за подібною причиною.
2017 року кількість платних корпоративних акаунтів сягнула 37 тисяч, 2018 — 59 тис., 2019 — 88, а 2020-го перетнула позначку 122 тисячі.
1 січня 2021 року Slack і Salesforce оголосили про угоду про придбання Salesforce Slack на суму приблизно 27,7 мільярда доларів США Придбання закрито 21 липня 2021 року..
У квітні 2023 року, Slack анонсував запуск месенджера на основі штучного інтелекту (ШІ). Компанія Slack має намір зробити ставку на інтеграцію ШІ до своїх продуктів наступних поколінь. Розробники кажуть, що ШІ-алгоритми спростять отримання інформації та побудову робочих процесів при використанні оновленого месенджера Slack, який передбачає запуск SlackGPT, власну версію генеративного ШІ, побудовану на платформі Slack, яка багаторазово підвищить функціональність корпоративної програми для спілкування. Нова інтелектуальна модель, очевидно, створювалася з урахуванням масивів даних, оброблюваних серверами компанії.

##### Інциденти безпеки
На початку лютого 2015 року зловмисники на кілька днів отримали доступ до бази користувачів Slack. У березні того ж року, Slack оголосив, що був зламаний протягом чотирьох днів у лютому 2015 року, і що деякі дані, пов'язані з обліковими записами користувачів, були зламані, включаючи адреси електронної пошти, імена користувачів, хешовані паролі, номери телефонів та ідентифікатори Skype. У відповідь на атаки Slack додав до свого сервісу двофакторну аутентифікацію. Про це стало відомо 27 березня, коли компанія розповіла про інцидент і випустила двофакторну аутентифікацію.
4 січня 2021 року у Slack стався великий збій, який тривав кілька годин. З 10:00 до 15:00 за східним часом користувачі не могли входити в систему, надсилати або отримувати повідомлення, здійснювати або відповідати на дзвінки, а також використовувати з'єднання Slack. Після 15:00 більшість основних функцій почали працювати, за винятком push-сповіщень, електронної пошти та сторонніх інтеграцій, зокрема Календаря Google і Календаря Outlook.

## Функціональність
Slack збирає в одному вікні обговорення в загальних темах (каналах), приватних групах і особистих повідомленнях; має власний хостинг, режим попереднього перегляду зображень і дозволяє шукати серед усіх повідомлень відразу. За даними компанії, за перший рік існування сервісу користувачі встановили 800 тисяч таких інтеграцій, які генерують понад 3 мільйонів повідомлень щодня.
У безплатній версії Slack підтримує необмежену кількість користувачів, інтеграцію з 5 зовнішніми сервісами й пошук в архіві до 10 тисяч повідомлень. У платних тарифах — $6,67 (Standard) і $12,5 (Plus) за користувача в місяць — знімаються обмеження і з'являються додаткові можливості для управління правами доступу. На кінець червня 2015 року у Slack було понад 300 тисяч клієнтів, що платили за програму, і $25 мільйонів річного прибутку. Серед платних клієнтів сервісу багато медіавидавництв та IT-компаній: Vox Media, Buzzfeed, Medium, Expedia, Intuit, Dow Jones, eBay, PayPal, Wall Street Journal, Rdio, Pandora, GoDaddy, Sony, Dell, AOL, Lonely Planet, Stripe, Airbnb, Adobe, Behance.
Програма має функцію аудіо- та відеодзвінків, надсилання тексту, групових чатів, пошуку по історії.

### Переваги
- Slack підтримує інтеграцію з майже 100 сторонніми сервісами, такими як Dropbox, Google Drive, GitHub, Google Docs, Google Hangouts, Twitter, Trello, MailChimp, Heroku, Jira.
- Slack сумісний з більш ніж 150 зовнішніми програмами.
- Має кілька функцій безпеки, всі повідомлення та файли захищені шифруванням.
- Має різні рівні доступу для каналів. Користувачі можуть створювати різні канали (групові чати) та робити їх загальнодоступними або приватними[23].

### Обмеження безплатної версії
- Обмежена історія повідомлень у безплатному плані, повідомлення, старші 14 днів видаляються.
- Обмеження зберігання файлів: користувачі мають оплачувати місце для зберігання файлів.

### Обмеження у використанні сервісу
У березні 2022 року Salesforce, компанія, що володіє месенджером Slack, оголосила про припинення роботи з клієнтами з Росії. У той час жодних обмежень у використанні сервісу не було. Однак пізніше стало відомо, що з 28 червня 2023 року месенджер припинить підтримувати опцію російської мови, яка була доступна на платформі з 30 червня 2021 року. Також було повідомлено, що Slack припиняє підтримку всіх своїх користувачів з Росії, незалежно від їхніх політичних поглядів. Багато російських користувачів поділилися аналогічним електронним листом, що сповіщає їх про припинення роботи сервісів Slack. Організації із захисту цифрових прав з РФ різко критикують технологічні компанії, які, намагаючись засудити дії режиму Путіна, також припиняють життєво важливу підтримку різних неурядових організацій, дисидентів і протестувальників. Але схоже, що росіяни все ж таки зможуть використовувати Slack, і компанія надає рекомендації про те, як це зробити. Розробники уточнили, що користувачі зможуть продовжувати обмінюватися повідомленнями кирилицею і перекладати інтерфейс Slack у браузерній версії за допомогою вбудованого перекладача.

## Інвестиції
Після запуску компанії було два великі інвестиційні раунди:
25 квітня 2014 року стало відомо, що у серії C Slack залучив $42,75 млн від фондів Andreessen Horowitz, Accel Partners і The Social+Capital Partnership. На той момент у сервісу було 60 тисяч щоденних користувачів, з них платили 15 тисяч.
У жовтні 2014 року відбувся раунд D обсягом $120 млн, який очолили фонди Kleiner Perkins Caufield & Byers і Google Ventures. До них також приєдналися інвестори попереднього раунду. Slack був оцінений в $1,12 млрд. На той момент сервісом користувалися 268 тисяч осіб у складі 30 тисяч команд, з них 73 тисячі вибрали платний тариф. Разом з Баттерфілдом в раду директорів компанії входять представники від кожного фонду: John Doerr (KPCB), M. G. Siegler (GV), Andrew Braccia (Accel), John O Farrell (Andreessen Horowitz) і Mamoon Hamid (Social+Capital). За словами Баттерфілда, залучені кошти планується направити на прискорення зростання. При цьому Slack ніколи не витрачався на маркетинг, а першого CMO найняв лише в листопаді 2014, уже ставши до того часу компанією що коштує понад $1 мільярд.
15 квітня 2015 року було оголошено про притягнення серії E додаткових $160 млн від Horizons Ventures, Digital Sky Technologies (DST Global), Index Ventures, Spark Capital і Institutional Venture Partners, а також всіх інвесторів раундів C і D. На момент раунду у Slack було 125 співробітників, 750 тисяч користувачів, 200 тисяч платних акаунтів (98 % з яких одного разу обрали розширений тариф та продовжують платити). Баттерфілд зазначив, що гроші поки ляжуть на банківський рахунок, бо компанія ще навіть не почала витрачати $120 млн минулого раунду. Вони будуть використані як страховка на майбутнє.
У квітні 2016 року компанія залучила в раунді F 200 млн дол. інвестицій від сімох інвесторів на чолі з Thrive Capital. Компанію оцінили в 3,8 млрд дол.
У липні 2017 року компанія отримала 200 млн дол. в рамках нового інвестиційного раунду. Головним інвестором стали SoftBank Group. Кошти вклали також Accel Partners.